# Sugár János (orvos)
Sugár János, születési és 1936-ig használt nevén Stern János (Polgár, 1922. január 27. – 2010. január 27.) patológus, egyetemi tanár, az orvostudományok kandidátusa (1957), doktora (1969).

## Életpályája
Sugár (Stern) Antal (1882–1944) jegyző és Horowitz Margit Mária (1891–1944) fiaként született status quo ante irányzatot követő zsidó családban. Elemi és polgári iskolai tanulmányait szülővárosában végezte. Ötödik osztálytól (1935-től) a Hajdúnánási Református Gimnáziumban tanult, ahol 1939-ben érettségi vizsgát tett. Ez idő alatt egy hajdúnánási ortodox zsidó családnál lakott. Tanulmányait a debreceni Tisza István Tudományegyetem Orvostudományi Karán szerette volna folytatni, azonban a zsidótörvények miatt – kitűnő érettségi eredményei ellenére sem – kezdhette meg. 1940-ben Budapestre költözött és az Adria Selyemszövő gyárban kapott állást.
1943-ban bevonult munkaszolgálatra, és egy évet töltött Esztergomban. A következő évben svájci menlevélhez jutott többekkel a munkásszázadból, és visszatért a fővárosba. A szovjet hadsereg érkezését megelőzően századával Ercsibe vezényelték, ahol árkot ásattak velük. 1944 őszén a Teleki téri nyilasházba került, majd a budapesti gettóban érte a felszabadulás. Szüleit és bátyját az auschwitzi koncentrációs táborba deportálták. Kilenc évvel idősebb bátyja, Sugár István több koncentrációs tábort túlélve visszatért Magyarországra.
1945 és 1950 között a Debreceni Tudományegyetem Orvostudományi Karán tanult, ahol a Patológiai Intézet munkatársa lett. 1954-ben Kellner Bélát követve a fővárosba került annak a csoportnak (Lapis Károly, Holczinger László, Vekerdi László) a tagjaként, amely a rák elméleti kutatását megalapozta. Az 1960-as évektől rendszeresen járt külföldre. 1967-ben a budapesti Onkopatológiai Intézetben tudományos osztályvezetővé nevezték ki. 1974 és 1992 között az Onkopatológiai Intézet vezetője, egyúttal az Onkopatológiai Tanszék egyetemi tanára is lett. Hat évre az Orvostovábbképző Egyetem rektorhelyettesévé választották.
Négy éven át vezette az UICC (Nemzeti Rákellenes Unió) ösztöndíj-bizottságát, tagja volt az Európai Rákbizottságnak és a Ramazzini Karcinogenezis Társaságnak. Jelentős szerepet töltött be a Budapesten megrendezett UICC világkongresszus szervezésében és lebonyolításában. Vezetése alatt a Magyar Onkológusok Társasága (MOT) az ország egyik legnagyobb létszámú és legaktívabb társaságává vált. Főtitkársága, majd elnöksége alatt sor került az interdiszciplináris rendezvények megtartására és a fiatalok külföldi ösztöndíjas tanulmányútjainak támogatására. 1992-ben nyugalomba vonult, de továbbra is dolgozott konzultánsként, másrészt kutatási téren a „mikroinvázió” új szemléletével foglalkozott.
A Kozma utcai izraelita temetőben nyugszik.
Lánya Sugár Katalin fogorvos. Három unokája született (Ágnes, Péter, Balázs).

## Művei
- Vékonybél üszkös fekélye (Darmbrand, jejunitis ulcerosa necrotisans). (Orvosi Hetilap, 1951, 45.)
- A daganatok vitális és supravitalis festékfelvételére vonatkozó vizsgálatok. Kandidátusi disszertáció, 1956
- A senilis amyloid előfordulása a vesében. Haranghy Lászlóval és Beregi Edittel. (Az MTA Biológiai Tudományok Osztályának Közleményei, 1958)
- A mitózis stimulációja és inhibíciója. Csuka Orsolyával. (Az MTA Biológiai Tudományok Osztályának Közleményei, 1972)
- Dr. Kellner Béla (1904–1975). Nekrológ. (Orvosi Hetilap, 1975, 38.)
- A vulva verrucosus carcinomája. (Magyar Nőorvosok Lapja, 1976, 4.)
- A vékonytű technikás aspirációs cytológia lehetőségei a daganat-diagnosztikában. Bodó Miklóssal és Döbrössy Lajossal. (Orvosi Hetilap, 1977, 17.)
- A cytológiai tömegszűrés helyzete és kilátásai. Döbrössy Lajossal és Bodó Miklóssal. (Orvosi Hetilap, 1977, 36.)
- A kémiai carcinogenezis elméleti és gyakorlati problémái. (Orvosi Hetilap, 1978, 24.)
- A pathológiai beosztások alkalmazásának eredményei a gyermekkori és fiatalkori lymphomákban. Bak Mihállyal és Döbrössy Lajossal. (Orvosi Hetilap, 1978, 36.)
- Az állatkísérleti adatok jelentősége a klinikai daganat-kemoterápiában. Somfai-Relle Zsuzsával és Németh Lászlóval. (Orvosi Hetilap, 1980, 29.)
- Cytológiai vizsgálattal kiegészített nőgyógyászati rákszűrések eredményei Budapesten (1976-1978). Bodó Miklóssal, Döbrössy Lajossal, Lust Ivánnal és Frekot Nándorral. (Orvosi Hetilap, 1981, 9.)
- Biometriai adatok szerepe az emlőmegbetegedések aspirációs cytológiai vizsgálatában. Bodó Miklóssal, Szentirmay Zoltánnal, Bak Mihállyal és Svastits Egonnal. (Az MTA Orvosi Tudományok Osztályának Közleményei, 1981)
- Az aspirációs citológia alkalmazhatósága a non-Hodgkin malignus lymphomák diagnosztikájában. Bak Mihállyal, Bodó Miklóssal és Döbrössy Lajossal. (Magyar Belorvosi Archívum, 1981)
- A daganatos betegségek patogenesise. (Az MTA Orvosi Tudományok Osztályának Közleményei, 1982)
- Humán laphámsejtes bronchus carcinoma xenotraszplantációja és terápiás érzékenysége. Bak Mihállyal. (Orvosi Hetilap, 1984, 52.)
- A kémiai rákkeltő anyagok kutatásának helyzete. (Magyar Tudomány, 1986)
- Dekalcinálás nélküli, műgyantába ágyazott biopsziás anyagok vizsgálata és jelentősége a haematológiában. Többekkel. (Orvosi Hetilap, 1987, 47.)
- Sugár János, Bodó Miklós, Honti József, Tanka Dezső. A magyar patológia története. Medicina (2005)

## Díjai, elismerései
- Az Oktatásügy Kiváló Dolgozója (1977)[6]
- Krompecher Ödön-emlékérem (1981)
- Baló József-emlékérem (1985)
- Akadémiai Díj (1988)
- Magyar Köztársaság aranykoszorúval díszített Csillagrendje (1990)
- Novicardin-díj (1992)
- Eötvös József-koszorú (2003)
- Batthyány-Strattmann László-díj (2005)